# Warlords
Pour les articles homonymes, voir Warlords (homonymie).
Warlords est une série de jeux vidéo de stratégie.

## Liste des jeux
- 1989 : Warlords, développé et publié par Strategic Studies Group (SSG) sur DOS, Amiga et Mac OS.
- 1993 : Warlords II, développé et publié par SSG sur DOS et Mac OS.
- 1995 : Warlords II Deluxe
- 1997 : Warlords III: Reign of Heroes, développé par SSG et publié par Red Orb Entertainment sur Windows.
- 1998 : Warlords III: Darklords Rising
- 2000 : Warlords Battlecry, développé par SSG et publié par Mattel sur Windows.
- 2002 : Warlords Battlecry II, développé par SSG et publié par Mattel sur Windows.
- 2003 : Warlords IV: Heroes of Etheria, développé par Infinite Interactive et publié par Ubisoft sur Windows.
- 2004 : Warlords Battlecry III, développé par Infinite Interactive et publié par Enlight Software sur Windows.

## Trame
La série Warlords se déroule dans un univers médiéval-fantastique. Dans le premier jeu de série, huit chefs de guerre se disputent le pouvoir d’un pays, connu sous le nom d’Illuria, après avoir rompu le traité de paix qui le régit. Après cette guerre, le royaume connaît une nouvelle période de tranquillité. Bien que la paix soit populaire auprès du peuple, les seigneurs de guerre du pays ne tardent pas à s'ennuyer. Réalisant que ces seigneurs pourraient à nouveau faire basculer le pays dans la guerre, les sages du pays décident de lancer un puissant sort qui transfèrent les seigneurs de guerre et leurs troupes dans un nouveau monde, Etheria, afin qu'ils puissent assouvir leur besoin de conquête.

## Système de jeu
Les jeux de la série Warlords originale sont généralement désigné comme des jeux de guerre ou des jeux de stratégie au tour par tour incorporant des éléments de fantasy. Le joueur y contrôle un faction et doit affronter celles de ses adversaires, gérées par l’ordinateur ou par un humain, dans une guerre pour le contrôle du pays. Une partie se déroule sur une carte sur laquelle sont réparties des cités que le joueur doit conquérir pour gagner la partie. Pour cela, il dispose au départ d’une cité et d’un héros. Les cités génèrent des revenus et permettent de recruter des troupes. De leur côté, les héros explorent la carte pour acquérir des bonus, des objets magiques ou recruter des créatures,.
Les jeux de la série Warlords Battlecry sont des jeux de stratégie en temps réel.

## Développement
Le premier Warlords est conçu et, en grande partie, développé par Steve Fawkner. Fan de jeu de plateau et de jeu vidéo, il développe son premier jeu, Quest for the Holy Grail, sur Sinclair Spectrum en 1983. Il n’a alors aucune connaissance sur la manière de publié un jeu et le distribue donc gratuitement lors de conventions. Un message, qui apparaît au début et à la fin du jeu et qui demande au joueur de lui envoyer 5 $ pour financer son prochain titre, lui permet tout de même d’engranger 160 $. Encouragé par ce succès inattendu, il continue de développer des jeux vidéo qu’il envoi, par email, à un nombre croissant de personnes appréciant son travail en leur demandant simplement de lui envoyer 5 $ lorsqu’ils apprécient le résultat. Début 1989, il termine un nouveau titre qui combine deux jeux auxquels il joue à l’époque : le jeu vidéo Empire, créé par Mark Baldwin, et le jeu de plateau Dragons of Glory publié par TSR. Dans ce dernier, les joueurs dirigent un ou plusieurs clans – chacun avec ses héros, ses citadelles et ses soldats – et doit conquérir au moins les deux tiers de la carte. Le résultat lui semble cependant trop bon pour être distribué de la même manière que ses précédents jeux. Il l’envoi donc à plusieurs éditeurs mais ils ne se montrent pas intéressés par un jeu à 90% terminé et développé par un inconnu. Avant de laisser tomber, il envoie tout de même une copie du jeu à Strategic Studies Group à Sydney. Six semaines plus tard, il reçoit un appel du cofondateur du studio, Ian Trout. Celui-ci lui avoue avoir initialement jeté le jeu à la poubelle, car il met en scène « des chevaliers et des dragons », mais qu’ils lui ont finalement donné une deuxième chance lorsque son fils, Alex Shore, l’a récupérer dans une poubelle pour y jouer. Bien que le studio n’ai jusque-là jamais publié de jeu développé en externe, sa direction accepte finalement d’édité Warlords. Un contrat « très avantageux » est alors proposé à Steve Fawkner et, pendant les six mois suivant, les développeurs du studio lui apportent leur aide pour finaliser le jeu. Pour la programmation, Roger Keating et Steve Fawkner collabore à distance, depuis respectivement Sydney et Melbourne. Pour cela, ils se parlent régulièrement au téléphone et s’envoient, par la poste, des disquettes contenant le code source du jeu. Dans ce cadre, Roger Keating programme de nouvelles routines d’intelligence artificielle et de mouvement pour le jeu.
Le jeu rencontre un certain succès critique et commercial, ce qui pousse Steve Fawkner à quitter son travail de programmeur chez BHP Billiton pour se consacrer au développement d’une suite. Il reste cependant isolé du reste du studio, situé à plus de 500 miles de chez lui, et passe donc ses journées chez lui à programmer le jeu. Ses seuls contacts avec ses collègues se font donc par téléphone. Pendant cette période, de nombreux fans du premier jeu lui écrivent pour lui suggérer des améliorations. Avec l’aide de SSG, il implémente la plupart de ces idées dans Warlords II mais ne tarde pas à regretter cette décision. Le résultat est en effet un énorme gâchis de fonctionnalité en tout genre. Le jeu sort finalement en 1993 et intègre notamment un éditeur de carte. Il est suivi en 1997 d’un troisième volet, Warlords III: Reign of Heroes. Steve Fawkner se lance ensuite dans un nouveau projet : un jeu de stratégie en temps réel incorporant des héros et des éléments de jeu de rôle et baptisé Warlords Battlecry. Le succès de celui-ci donne à Steve Fawkner l’impulsion nécessaire pour quitter SSG et fonder son propre studio, Infinite Interactive, en 2003. SSG développe tout de même un quatrième Warlords, Warlords IV: Heroes of Etheria, mais Ubisoft n’est pas satisfait de la direction prise par le jeu. L’éditeur confie alors son développement à Steve Fawkner et à son studio mais ne lui laisse que six mois pour le terminer. Publié en 2003, celui-ci ne rencontre pas un succès critique à la hauteur des précédents titres de la série.